# Paradesmodora supplementatis
Paradesmodora supplementatis is een rondwormensoort uit de familie van de Desmodoridae. De wetenschappelijke naam van de soort is voor het eerst geldig gepubliceerd in 1968 door Inglis.